# Campeonato Mundial de Patinação Artística no Gelo de 1900
O Campeonato Mundial de Patinação Artística no Gelo de 1900 foi a quinta edição do Campeonato Mundial de Patinação Artística no Gelo, um evento anual de patinação artística no gelo organizado pela União Internacional de Patinação (em inglês:  International Skating Union) onde os patinadores artísticos competem pelo título de campeão mundial. A competição foi disputada entre os dias 10 de fevereiro e 11 de fevereiro na cidade de Davos, Suíça.

## Eventos
- Individual masculino

## Medalhistas
| Evento                        | Ouro                   | Prata                   | Bronze |
| Individual masculino detalhes | Gustav Hügel · Áustria | Ulrich Salchow · Suécia | nenhum |

## Resultados

### Individual masculino
| Pos.             | Nome           | Nacionalidade | Pontos |
| ---------------- | -------------- | ------------- | ------ |
| Medalha de ouro  | Gustav Hügel   | Áustria       | 7      |
| Medalha de prata | Ulrich Salchow | Suécia        | 8      |

- Participaram apenas dois competidores.

## Quadro de medalhas
| Ordem | País    | Medalha de ouro | Medalha de prata | Medalha de bronze |   | Ordem por total |
| ----- | ------- | --------------- | ---------------- | ----------------- | - | --------------- |
| 1     | Áustria | 1               |                  |                   | 1 | 1               |
| 2     | Suécia  |                 | 1                |                   | 1 | 1               |
| TOTAL | TOTAL   | 1               | 1                | 0                 | 2 | —               |